# Jana Burčeska
Jana Burčeska (en macédonien Јана Бурческа), née le 6 juillet 1993 à Skopje, est une chanteuse macédonienne qui représente la Macédoine au Concours Eurovision de la chanson 2017.

## Carrière
En 2010, elle participe à la première et unique édition de Macedonian Idol, l'équivalent macédonien de la Nouvelle Star, et termine à la 5e place.
Elle est choisie en 2011 comme ambassadrice à l'Unicef pour la campagne  « Ensemble pour les écoles sans violence ».
Elle participe par la suite au festival de musique Skopje Fest, lors des éditions de 2012, 2013 et 2015.
En 2014, elle intègre le groupe de rock macédonien Mizar.
Le 21 novembre 2016, le radiodiffuseur national Makedonska radio-televizija (MRT) confirme sa participation au Concours Eurovision de la chanson 2017 se tenant à Kiev en Ukraine. Elle est éliminée lors de la deuxième demi-finale en terminant à la 15e place.